# Верхопаденьгское сельское поселение
Верхопаденьгское сельское поселение или муниципальное образование «Верхопаденьгское» — муниципальное образование со статусом сельского поселения в Шенкурском муниципальном районе Архангельской области России.
Соответствует административно-территориальной единице в Шенкурском районе — Верхопаденьгскому сельсовету.
Административный центр — село Ивановское.

## География
Сельское поселение находится на западе Шенкурского района, располагаясь по берегам верхнего течения реки Паденьга. Также выделяются реки: Белая, Симсовда, Маюшка, Ёнгас, Манеба, Керменьга, Пилежма, Большая Керзеньга, Ёлаш.
Граничит:
- на юго-западе с Вельским районом
- на западе с Няндомским районом
- на северо-западе с Плесецким районом и муниципальным образованием «Верхоледское»
- на севере с муниципальным образованием «Никольское»
- на востоке с муниципальным образованием «Усть-Паденьгское»
- на юге с муниципальным образованием «Ровдинское»

## История
Муниципальное образование было образовано в 2006 году.
В мае 1919 года были арестованы, а позже расстреляны руководители Лосевского сельского совета Верхопаденьгской волости: председатель сельсовета А. Ф. Ракитин, секретарь С. Н. Малахов и заместитель секретаря И. М. Гоглев.
Декретом ВЦИК от 4 октября 1926 года Верхопаденьгская волость, Усть-Паденьгская волость и Усть-Пуйский сельсовет Ровдинской волости были объединены в Паденьгскую волость.

## Население
| 2005 | 2010 | 2011 | 2012 | 2013 | 2014 | 2015 |
| ---- | ---- | ---- | ---- | ---- | ---- | ---- |
| 1078 | ↘739 | ↘736 | ↘706 | ↘684 | ↘652 | ↘632 |
| 2016 | 2017 | 2018 | 2019 | 2020 | 2021 |      |
| ↘589 | ↘564 | ↘536 | ↘507 | ↘499 | ↘414 |      |

## Состав сельского поселения
| №  | Населённый пункт | Тип населённого пункта       | Население |
| -- | ---------------- | ---------------------------- | --------- |
| 1  | Артемьевская     | деревня                      | ↗283      |
| 2  | Архангельская    | деревня                      | →0        |
| 3  | Бельневская      | деревня                      | ↘38       |
| 4  | Вяткинская       | деревня                      | ↗129      |
| 5  | Горбачевская     | деревня                      | ↗16       |
| 6  | Зенкинская       | деревня                      | ↘14       |
| 7  | Ивановское       | село, административный центр | ↘49       |
| 8  | Калиновская      | деревня                      | ↗46       |
| 9  | Керзеньга        | посёлок                      | ↗33       |
| 10 | Киселевская      | деревня                      | →1        |
| 11 | Купуринская      | деревня                      | ↗50       |
| 12 | Леваково         | деревня                      | ↘4        |
| 13 | Лосевская        | деревня                      | ↘14       |
| 14 | Наволок          | деревня                      | →8        |
| 15 | Остахино         | деревня                      | ↗38       |
| 16 | Погорельская     | деревня                      | ↘2        |
| 17 | Подсосенная      | деревня                      | ↗26       |
| 18 | Поташевская      | деревня                      | →0        |
| 19 | Степановская     | деревня                      | ↘13       |
| 20 | Часовенская      | деревня                      | →48       |
| 21 | Юрьевская        | деревня                      | →0        |